# Nadezhda Chemezova
Nadezhda Chemezova (en ruso: Надежда Чемезова) (Kámensk-Uralsky, Rusia, 28 de agosto de 1980) es una nadadora retirada especializada en pruebas de estilo libre. Fue campeona del mundo en la prueba de 400 metros libres en el Campeonato Mundial de Natación en Piscina Corta de 1999.
Representó a Rusia en los Juegos Olímpicos de Sídney 2000 y Atenas 2004.

## Palmarés internacional
| Campeonato Mundial de Natación en Piscina Corta | Campeonato Mundial de Natación en Piscina Corta | Campeonato Mundial de Natación en Piscina Corta | Campeonato Mundial de Natación en Piscina Corta |
| Año                                             | Lugar                                           | Medalla                                         | Prueba                                          |
| ----------------------------------------------- | ----------------------------------------------- | ----------------------------------------------- | ----------------------------------------------- |
| 1999                                            | Hong Kong ( China)                              | Medalla de oro                                  | 400 m libre                                     |
| Campeonato Europeo de Natación                  |                                                 |                                                 |                                                 |
| Año                                             | Lugar                                           | Medalla                                         | Prueba                                          |
| 1997                                            | Sevilla ( España)                               | Medalla de plata                                | 200 m libres                                    |
| 1997                                            | Sevilla ( España)                               | Medalla de bronce                               | 4 × 100 m libres                                |